# Saudade do Brasil
Saudade do Brasil é um álbum duplo da cantora brasileira Elis Regina, lançado em 1980 pela WEA. Este disco é uma versão em estúdio com as músicas do espetáculo que Elis apresentou naquele ano no Canecão.

## Lista de Faixas
| Disco 01 |                                 |                                                                                         |         |  |
| N.º      | Título                          | Compositor(es)                                                                          | Duração |  |
| 1.       | "Abertura" "Arrastão" "Lapinha" | César Camargo Mariano Edu Lobo / Vinicius de Moraes Baden Powell / Paulo César Pinheiro | 6:01    |  |
| 2.       | "Terra de Ninguém"              | Marcos Valle / Paulo Sérgio Valle                                                       | 1:32    |  |
| 3.       | "Maria Maria"                   | Milton Nascimento / Fernando Brant                                                      | 2:40    |  |
| 4.       | "Agora Tá!"                     | Tunai / Sérgio Natureza                                                                 | 2:53    |  |
| 5.       | "Alô, Alô Marciano"             | Rita Lee / Roberto de Carvalho                                                          | 4:04    |  |
| 6.       | "Canção da América"             | Milton Nascimento / Fernando Brant                                                      | 3:00    |  |
| 7.       | "As Aparências Enganam"         | Tunai / Sérgio Natureza                                                                 | 5:38    |  |
| 8.       | "O Primeiro Jornal"             | Sueli Costa / Abel Silva                                                                | 2:12    |  |
| 9.       | "Moda de Sangue"                | Jerônimo Jardim / Ivaldo Roque                                                          | 3:50    |  |
| 10.      | "Marambaia"                     | Henricão / Rubens Campos                                                                | 2:29    |  |

| Disco 02 |                                    |                                    |         |  |
| N.º      | Título                             | Compositor(es)                     | Duração |  |
| 1.       | "Presidente Bossa Nova"            | Juca Chaves                        | 1:51    |  |
| 2.       | "Conversando no Bar"               | Milton Nascimento / Fernando Brant | 4:33    |  |
| 3.       | "Onze Fitas"                       | Fátima Guedes                      | 3:09    |  |
| 4.       | "Menino"                           | Milton Nascimento / Ronaldo Bastos | 2:26    |  |
| 5.       | "Aos Nossos Filhos"                | Ivan Lins / Vítor Martins          | 4:39    |  |
| 6.       | "Sabiá"                            | Tom Jobim / Chico Buarque          | 4:21    |  |
| 7.       | "Mundo Novo, Vida Nova"            | Gonzaguinha                        | 3:01    |  |
| 8.       | "Aquarela do Brasil"               | Ary Barroso                        | 2:50    |  |
| 9.       | "O Que Foi Feito Devera (de Vera)" | Milton Nascimento / Fernando Brant | 2:41    |  |
| 10.      | "Redescobrir"                      | Gonzaguinha                        | 4:08    |  |

## Ficha Técnica
- Produção: Guti e César Camargo Mariano
- Direção de Produção: Guti
- Direção Musical e Arranjos: César Camargo Mariano

## Músicos
- César Mariano — teclados
- Sérgio Henriques — teclados
- Nené Camargo — trompete
- Cláudio Faria — trompete
- Octávio Bengla — sax tenor, clarinete
- Lino Simão — sax tenor
- Paulo Garfunkel — flauta, flautim, flauta doce, clarinete, sax alto, arranjo em "Canção da América"
- Chiquinho Brandão — flauta, flauta doce, arranjo em "Canção da América"
- Chacal — percussão
- Natan Marques — guitarra, viola-12, violão-aço, arranjo em "Canção da América"
- Kzam — baixo e violão
- Bocato — trombone
- Sagica — bateria
- Elenco e coro: Orlando Barros, Serjão, Jorge Bueno, Carlos Nabarreto, Luiz Antônio Marrigo, Jorge Deffune, Rosaly Papadol, Albino Saré, Regina Machado, Waltinho, Brasília.